# Yigal Bashan
Yigal Bashan (en hebreo: יגאל בשן‎); (Rishon LeZion, Israel, 11 de septiembre de 1950 - Tel Aviv, 9 de diciembre de 2018); fue un cantante, compositor y actor israelí. Fue galardonado con el Premio ACUM a la Trayectoria en 2016.

## Primeros años de vida
Nacido Yigal Bashari (יגאל בשארי) en Rishon LeZion, Israel, en una familia mizrahi de descendencia judeo yemenita.

## Carrera musical

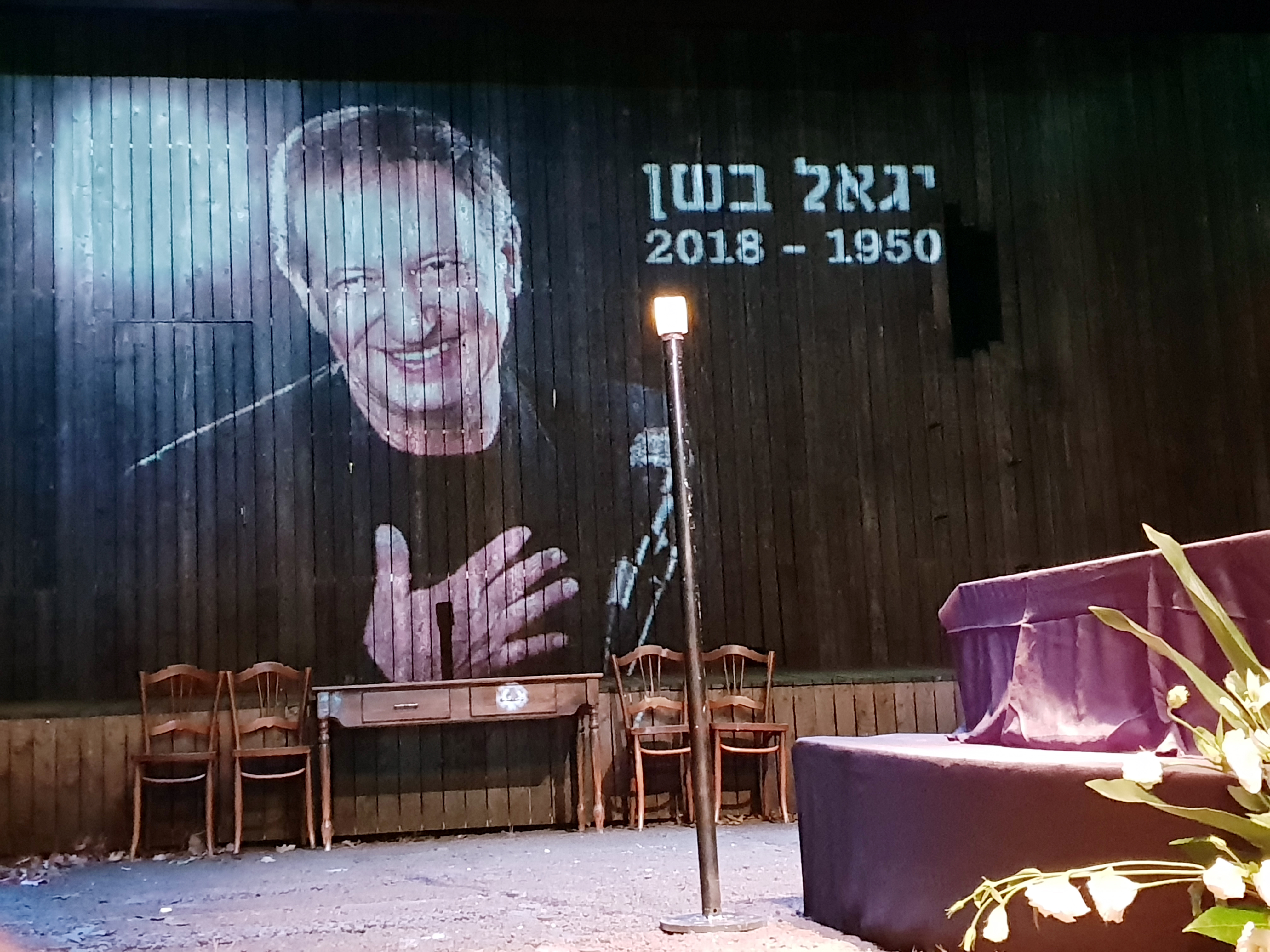
El ataúd de Yigal Bashan en el escenario del Teatro Habima en su ceremonia fúnebre.

Bashan era miembro del trío pop "Kmo Tzoanim" ("Como gitanos") que apareció en el programa de televisión infantil israelí "Hopa Hey". También cantó el tema de apertura del doblaje en idioma hebreo de Las maravillosas aventuras de Nils.

## Muerte
El 9 de diciembre de 2018, Bashan murió en su casa de Tel Aviv. Tenía 68 años. Más tarde fue sepultado en el cementerio de Kiryat Shaul.